# Wittenberger Straße 61 (Jessen)

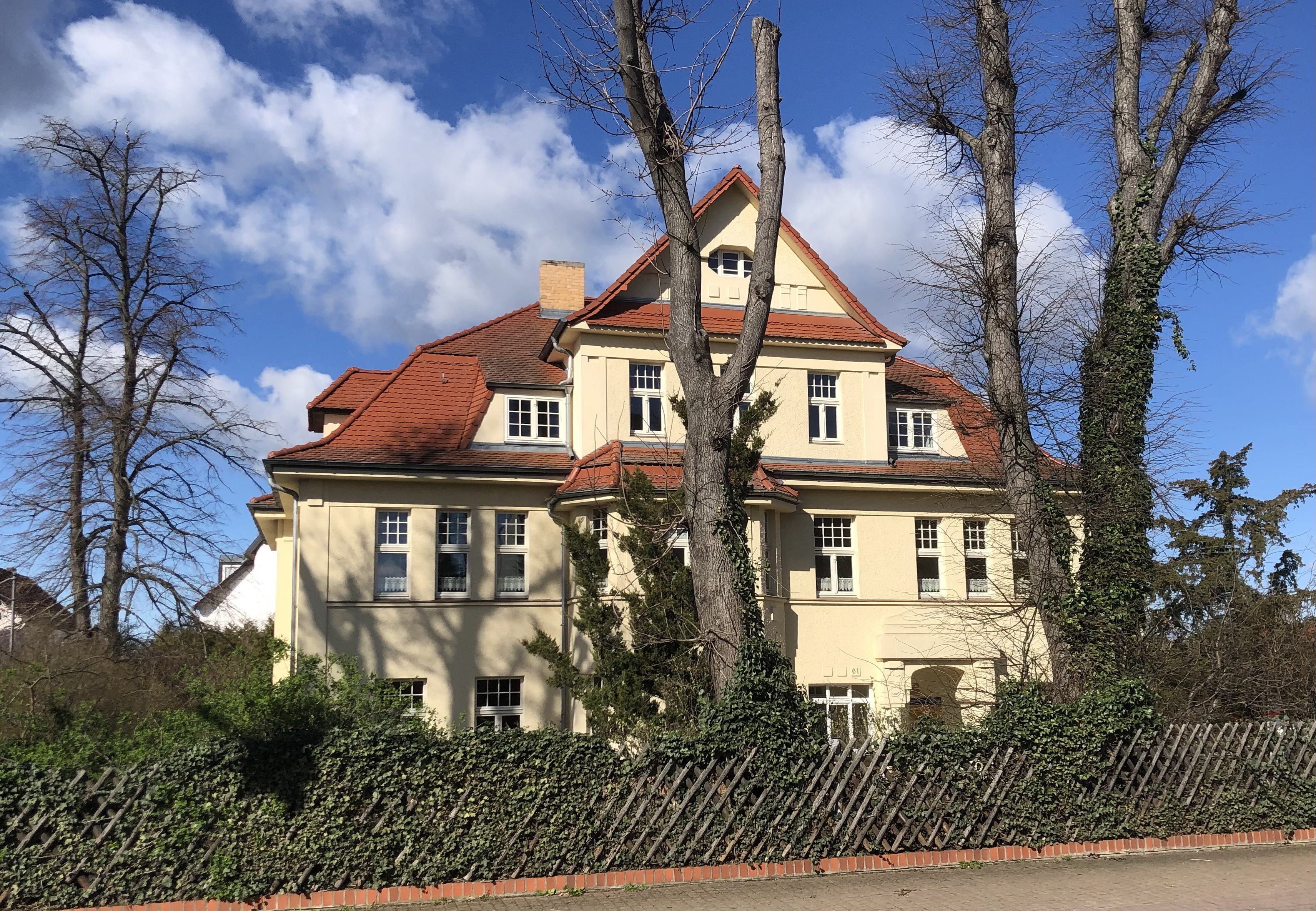
Villa Wittenberger Straße 61 im Jahr 2023

Das Gebäude Wittenberger Straße 61 ist eine denkmalgeschützte Villa in der Stadt Jessen (Elster) in Sachsen-Anhalt.
Die Villa befindet sich nordwestlich des Jessener Stadtzentrums auf der Westseite der Wittenberger Straße. Südlich des Hauses mündet die Mühlberger Straße ein. 
Das als „Arztvilla“ bezeichnete Gebäude entstand in der Zeit um 1913 in massiver Bauweise. Der zweigeschossige Bau ist in Formen des späten Jugendstils gestaltet.
Im Denkmalverzeichnis des Landes Sachsen-Anhalt ist die Villa unter der Erfassungsnummer 094 35055 als Baudenkmal verzeichnet.